# Philippe Leduc
Philippe Leduc (Nantes, 1952. június 18. –) francia nemzetközi labdarúgó-játékvezető.	

## Pályafutása

### Nemzeti játékvezetés
1990-ben lett az I. Liga játékvezetője. Az aktív nemzeti játékvezetéstől 1997-ben vonult vissza.

#### Nemzeti kupamérkőzések
Vezetett Kupa-döntők száma: 1.

##### Francia Kupa
| Időpont           | Helyszín                     | Mérkőzés típusa | Mérkőzés                               | Eredmény | Nézők száma |
| ----------------- | ---------------------------- | --------------- | -------------------------------------- | -------- | ----------- |
| 1997. április 12. | Princes Park Stadion, Párizs | döntő           | RC Strasbourg–FC Girondins de Bordeaux | 0 : 0    | 39 878      |

### Nemzetközi játékvezetés
A Francia labdarúgó-szövetség Játékvezető Bizottsága (JB) 1991-ben terjesztette fel nemzetközi játékvezetőnek, a Nemzetközi Labdarúgó-szövetség (FIFA) bíróinak keretébe. Több nemzetek közötti válogatott és klubmérkőzést vezetett. A francia nemzetközi játékvezetők rangsorában, a világbajnokság-Európa-bajnokság sorrendjében többedmagával a 28. helyet foglalja el 2 találkozó szolgálatával. Az aktív nemzetközi játékvezetéstől 1997-ben a FIFA 45 éves korhatárát elérve búcsúzott.

#### Világbajnokság
1991-ben Olaszország rendezte az U17-es labdarúgó-világbajnokságot, ahol a FIFA JB bíróként alkalmazta.
| Időpont             | Helyszín                  | Mérkőzés típusa        | Mérkőzés              | Eredmény | Nézők száma |
| ------------------- | ------------------------- | ---------------------- | --------------------- | -------- | ----------- |
| 1991. augusztus 22. | Városi Stadion, Viareggio | selejtező (A. csoport) | Olaszország–Argentína | 0 : 0    | 2 000       |

A világbajnoki döntőhöz vezető úton Franciaországba a XVI., az 1998-as labdarúgó-világbajnokságra a FIFA JB bíróként alkalmazta.
| Időpont             | Helyszín                    | Mérkőzés típusa           | Mérkőzés                      | Eredmény | Nézők száma |
| ------------------- | --------------------------- | ------------------------- | ----------------------------- | -------- | ----------- |
| 1996. szeptember 4. | Svangaskard Stadion, Toftir | előselejtező (6. csoport) | Feröer-szigetek–Spanyolország | 2 : 6    | 4 200       |

#### Európa-bajnokság
Az európai-labdarúgó torna döntőjéhez vezető úton Angliába a X., az 1996-os labdarúgó-Európa-bajnokságra az UEFA JB játékvezetőként foglalkoztatta.
| Időpont           | Helyszín                        | Mérkőzés típusa           | Mérkőzés               | Eredmény | Nézők száma |
| ----------------- | ------------------------------- | ------------------------- | ---------------------- | -------- | ----------- |
| 1994. október 12. | Kaftatzoglio Stadion, Szaloniki | előselejtező (8. csoport) | Görögország–Finnország | 4 : 0    | 35 000      |